# Хенераль-Пас
Округ Хенераль-Пас (ісп. General Paz) — адміністративно-територіальна одиниця 2-ого рівня у провінції Буенос-Айрес в центральній Аргентині. Адміністративний центр округу — Ранчос (ісп. Ranchos).
Населення округу становить 11202 особи (2010). Площа — 1197 кв. км.

## Історія
Округ заснований у 1822 році.

## Населення
У 2010 році населення становило 11202 особи. З них чоловіків — 5560, жінок — 5642.

## Політика
Округ належить до 5-ого виборчого сектору провінції Буенос-Айрес.